# アンサンブル・アンテルコンタンポラン
アンサンブル・アンテルコンタンポラン（仏語：Ensemble InterContemporain）は、フランスのパリに本拠を置く室内オーケストラ。現代音楽（とりわけ前衛音楽）に特化した室内オーケストラの一つ。

## 沿革
1976年にピエール・ブーレーズにより創設され、管弦楽曲からさまざまな楽器の組み合わせによる楽曲まで弾きこなせるようなソリスト31名からなるアンサンブルとして構想された。当初は、管弦楽曲の標準的な楽器編成に縛られることなく作曲することを可能にする、オーケストラよりも柔軟性の高いアンサンブルを作るという発想であった。この方式はその後現代音楽界に一定の広がりを見せることになる。その背景にはさまざまな要因があるが、特に1990年代後半以降、多くのオーケストラが直面した財政困難や、小編成の楽曲における個々の演奏家に求められる責任の増大が理由としてあげられる。

## 歴代指揮者（音楽監督）
- ピエール・ブーレーズ （1976年 - 1978年）
- ペーテル・エトヴェシュ （1979年 - 1991年）
- デイヴィッド・ロバートソン （1992年 - 1999年）
- ジョナサン・ノット （2000年 - 2005年）
- スサンナ・メルッキ （2006年 - 2012年）
- マティアス・ピンチャー （2013年 - 2022年）[2]
- ピエール・ブルーズ （2023年 - ）[3]